# Mamadou Sidibé
Mamadou Sidibé (ur. 28 grudnia 1992 w Bamako) – malijski piłkarz grający na pozycji napastnika. Od 2022 roku jest zawodnikiem klubu Bahir Dar Kenema FC.

## Kariera klubowa
Swoją piłkarską karierę Sidibé rozpoczął w klubie AS Police Bamako. W sezonie 2011/2012 zadebiutował w jego barwach w pierwszej lidze malijskiej. W 2014 roku odszedł do marokańskiego Olympique Khouribga. W sezonie 2014/2015 wywalczył z nim wicemistrzostwo oraz Puchar Maroka. Następnie grał w innych marokańskich klubach takich jak: Chabab Atlas Khénifra (2016), Rachad Bernoussi (2017) i Rapide Oued Zem (2017-2018). W 2018 roku wyjechał do Etiopii, a jego pierwszym klubem w tym kraju został Jimma Aba Jifar FC. W sezonie 2019/2020 grał w Bahir Dar Kenema FC, w sezonie 2020/2021 w Sidama Coffee SC, a w sezonie 2021/2022 w Dire Dawa City SC. W 2022 roku wrócił do Bahir Dar Kenema. W sezonie 2022/2023 został z nim wicemistrzem Etiopii.

## Kariera reprezentacyjna
W reprezentacji Mali Sidibé zadebiutował 6 lipca 2013 roku w wygranym 3:1 meczu Mistrzostw Narodów Afryki 2014 z Gwineą, rozegranym w Bamako. OD 2013 do 2014 rozegrał w kadrze narodowej 8 meczów i strzelił 1 gola.